# HB (Band)
HB („Holy Bible“) ist eine christliche Symphonic-Metal-Band, die 2002 in Forssa, Finnland gegründet wurde. Ihr Abschiedskonzert spielten sie am 10. Dezember 2016 bei der Christmas Rock Night. Am 6. Mai 2023 wurde auf dem „One more Song“ CRN Reunion Festival noch ein Konzert als Headliner gespielt.

## Geschichte
Nach der Veröffentlichung ihrer Demo 2002 im Jahre 2002 haben HB sieben Studio-Alben veröffentlicht. Im Jahr 2003 erschien das Debütalbum Uskon puolesta. In der Folgezeit konzentrierte sich die Gruppe auf das Touren durch Finnland und konnte so ihren Bekanntheitsgrad steigern.
Das zweite Album der Band, Enne, wurde 2006 veröffentlicht und erreichte Platz #27 der finnischen Top 40 Charts und verbrachte insgesamt vier Wochen unter den ersten 40. Schlagzeuger Samuel Mäki-Kerttula verließ die Band nach dem Maata Näkyvissä Festival im November 2007 und wurde durch Markus Malin ersetzt. 2007 erschien die Live-DVD Can You Road?, die den Auftritt der Band beim Maata Näkyvissä Festival 2006 dokumentiert sowie auch einzelne ältere Auftritte, geschnittene Szenen, die Bandgeschichte u. a. als Extras beinhaltet.
2008 wurde das dritte finnische Album Piikki Lihassa veröffentlicht, das auf Platz #12 der finnischen Top 40 Charts einstieg und dort eine Woche verharrte. Bassist Tuomas Mäki-Kerttula verließ die Band nach dem Maata Näkyvissä Festival im November 2008.
2010 folgte mit Pääkallonpaikka das vierte Album in finnischer Sprache. In den finnischen Top 40 konnte es sich zwei Wochen halten und erreicht mit Platz #5 die höchste Position aller bisherigen Alben der Gruppe.
2013 kam es zu einem Umbruch in der Band. Die Sängerin Johanna Aaltonen verließ HB Anfang 2013 aus beruflichen Gründen. Die neue Sängerin Miia Rautkoski, vormals G-Powered und Ramsas Atas, wurde im Februar 2013 vorgestellt. Im Zuge dieses Umbruchs wurde auch das Best-of-Album Lopun Alkuja - Alun Loppuja (2002-2012) veröffentlicht. Am 3. Mai 2014 verkündete die Band die Rückkehr von Sängerin Johanna Aaltonen.

### Englische Alben
Durch ihre wachsende Popularität in Finnland wurde auch das europäische Ausland auf die Gruppe aufmerksam. Am 23. April 2008 hat die Band daher eine englischsprachige Version des zweiten Albums Enne namens Frozen Inside veröffentlicht. Das Album stieg auf Platz 15 in den finnischen Top 40 ein und war eine Woche später immer noch in den Top 30 bis Platz 25.
Es folgten im gleichen Jahr erste Konzertauftritte in Deutschland beim Saxstock Festival in Röderaue und daraufhin bei der Christmas Rock Night in Ennepetal. 2009 folgten weitere Auftritte Deutschland, in den Niederlanden, Norwegen und der Schweiz. Unter anderem spielte die Band auf dem Flevo Festival in den Niederlanden und dem Legends of Rock in Ennepetal. Seit 2008 war die Gruppe jedes Jahr auch in Deutschland mindestens einmal zu Gast.
Im Jahr 2010 erschien mit The Jesus Metal Explosion die englische Fassung von Piikki Lihassa. 2010 wurde schließlich auch das erste Album der Band, Uskon puolesta, in englischer Sprache und völlig überarbeitet neu aufgenommen und unter dem Titel The Battle of God veröffentlicht.
Die Veröffentlichung der englischsprachigen Version des Albums Pääkallonpaikka ist für Herbst 2013 angekündigt.

## Stil
HB spielen symphonischen Heavy Metal, teils auch mit elektronischen Elementen, dessen Klang sich am ehesten mit jenem von Nightwish und Within Temptation vergleichen lässt. Der Unterschied zu den zuvor genannten Bands ist in erster Linie, dass die Texte, geschrieben von Antti Niskala, in finnischer Sprache verfasst und stark spirituell sind.

## Diskografie

### Studio-Alben
- 2003: Uskon puolesta
- 2006: Enne
- 2008: Frozen Inside
- 2008: Piikki Lihassa
- 2010: Pääkallonpaikka
- 2010: The Jesus Metal Explosion
- 2011: The Battle Of God

### EPs und Singles
- 2002: HB 2002 (Demo-EP)
- 2004: Turhaa tärinää? (CD-Single)
- 2009: Perkeleitä (CD-Single)

### Kompilationen
- 2013: Lopun Alkuja - Alun Loppuja (2002-2012)

## Belege
1. ↑  CRN Reunion | One More Song – 6. Mai 2023. Abgerufen am 26. Oktober 2023 (deutsch).
2. ↑  Finnish official Top 40-chart (Memento vom 14. April 2009 im Internet Archive)
3. ↑  Neues von HB, Vorstellung von Miia Rautkoski (Memento vom 9. Januar 2014 im Internet Archive)
4. ↑  Frozen Inside Top 40 Chart positions (Memento vom 14. April 2009 im Internet Archive)
5. ↑  Konzerttermine von HB (Memento des Originals vom 4. Oktober 2013 im Internet Archive)  Info: Der Archivlink wurde automatisch eingesetzt und noch nicht geprüft. Bitte prüfe Original- und Archivlink gemäß Anleitung und entferne dann diesen Hinweis.
6. ↑  Review of Enne at Musical Discoveries
7. ↑  finnishcharts.com: HB in der finnischen Hitparade